# Instrumentació virtual
La instrumentació virtual és l'ús de programari personalitzat i maquinari modular de mesura perquè l'usuari pugui crear i definir els sistemes de mesura. No obstant aquest concepte va més enllà de mesurar fenòmens i també involucra el processament, anàlisi, emmagatzematge, distribució i desplegament de totes les dades i informació relacionada amb la mesura d'un o diversos senyals específics.
Els sistemes d'instrumentació de maquinari tradicionals són predefinits. Els seus components, com multímetres digitals i oscil·loscopis, són totalment específics per a l'estímul, anàlisi o mesura de la funció.
La idea és substituir i ampliar elements "maquinari" per d'altres "programari", i per a això s'empra un processador (normalment un PC) que executa un programa específic, programa que es comunica amb els dispositius per configurar-los i llegir-ne les mesures.
Els avantatges de la instrumentació virtual són que permet d'automatitzar la presa de dades, el processament de la informació, la seva visualització, engegar el procés de forma remota, etc.
Degut a la seva funció modificable, aquests sistemes són més limitats en versatilitat respecte als sistemes d'instrumentació virtual. La principal diferència entre instrumentació de maquinari i la instrumentació virtual és que el programari pot substituir una gran quantitat de maquinari. El programari permet al maquinari de ser reemplaçat per equips informàtics ja adquirits. Una analogia, per exemple, pot ser un convertidor digital que pot actuar com un complement de maquinari d'un oscil·loscopi virtual, un pontecioestat que permet l'adquisició de la resposta de freqüència i anàlisi de l'espectroscòpia d'impedància electroquímica amb instrumentació virtual.
En definitiva, es pot definir el concepte d'instrumentació virtual com una capa de programari i maquinari que s'agrega a un ordinador de forma que permet l'usuari interaccionar amb la computadora com si estigués utilitzant el seu propi instrumental electrònic personalitzat.

## Història
A mitjans els anys 60, Hewlett Packard va desenvolupar el seu bus per a instrumentació HP-IB (Hewlett Packard Interface Bus) que permetia connectar la seva gamma d'instruments programables a un ordinador. Aquesta interfase va guanyar ràpidament gran popularitat i en 1975 va ser acceptada com a estàndard: l'IEEE-488. Des d'aleshores l'estàndard ha sofert diverses modificacions i el bus GPIB (acrònim de General Purpose Interface Bus, pel qual se'l coneix habitualment) s'ha convertit en un dels més populars en el camp de la instrumentació programable. La instrumentació virtual és un concepte introduït per la companyia National Instruments l'any 2001, quan aquesta empresa va crear un programari que permetia la computadora realitzar mesuraments.
Aprofitant les tecnologies comercials disponibles, com ara el PC i el convertidor analògic-digital, la instrumentació virtual ha crescut considerablement des del seu inici en la dècada de 1970. A més, els paquets de programari com LabVIEW de National Instruments i altres llenguatges de programació gràfica han contribuït al creixement de la seva aprovació per la facilitat que donen als no-programadors a l'hora de desenvolupar sistemes.

## Instruments virtualsversusinstruments tradicionals
Els instruments autònoms tradicionals, com l'oscil·loscopi i els generadors d'ones, són poderosos, cars i dissenyats per portar a terme una o més tasques específiques definides pel fabricant. Això no obstant, l'usuari no pot, en general, ampliar o personalitzar aquestes tasques. Les tecles dels instruments, els seus circuits electrònics i les funcions disponibles per a l'usuari són totes específiques a la naturalesa de l'instrument. A més, han de desenvolupar una tecnologia especial i costosos components per a construir-los, cosa que els fa molt cars i lents per adaptar-los. Com que estan basats en el PC (Personal Computer), els instruments virtuals aprofiten els beneficis dels ordinadors més moderns. Aquests avanços en tecnologia i rendiment, que estan tancant ràpidament l'esquerda entre els instruments autònoms i els PCs, inclouen poderosos processadors. A més d'incorporar característiques potents, aquestes plataformes també ofereixen un accés senzill a eines com la Internet. Els instruments tradicionals també pateixen freqüentment per falta de portabilitat, en oposició als instruments virtuals executats en ordinadors portàtils, que automàticament incorporen aquesta portabilitat.
Les necessitats dels enginyers científics, que són aplicacions i requeriments, varien molt ràpidament. Necessiten flexibilitat per a crear-se solucions. Hom pot adaptar un instrument virtual a les pròpies necessitats, sense que calgui canviar tot un instrument físic, gràcies a tenir el programari d'aplicació instal·lat en l'ordinador, i gràcies a l'ampli rang de maquinari disponible per instal·lar-lo.

## LabVIEW: Parts principals d'un instrument virtual (IV)
La plataforma de desenvolupament LabView creada per National Instruments és un dels programes punters en el desenvolupament i treball amb la instrumentació virtual. El seu funcionament és força simple i s'estructura en les següents parts:
- Panell frontal: és la part que veurà l'usuari, i on l'usuari interacciona amb l'IV. Es construeix de manera gràfica mitjançant el ratolí inserint elements com botons, gràfiques, caixes de text, indicadors numèrics, etc. També és possible retocar l'aspecte gràfic d'aquests elements que conformen la interfície gràfica del VI per tal de dotar-los de més atractiu visual o millor usabilitat.
- Diagrama de blocs: Conforma la lògica del programa, aquesta part queda oculta a l'hora d'executar-se. És on es duen a terme els algorismes programats gràficament amb el ratolí mitjançant el llenguatge G.
- Icona: La icona és un gràfic de dimensions reduïdes que serveix per resumir gràficament el VI. Quan inserim el VI en un altre VI, al seu diagrama de blocs veiem la icona corresponent al VI.
- Connectors: Representen les entrades i sortides de dades que posseeix un VI per tal de conexionar-lo amb d'altres a l'hora de fer-lo servir dins d'un altre VI.

## Com construir un instrument virtual
Per construir un instrument virtual, només cal un PC, una targeta d'adquisició de dades amb acondicionament de senyals (PCMCIA, ISA, XT, PCI, etc.) i el software escaient, com podrien ser entre altres programes el LabVIEW i el Labwindows, els dos de l'empresa Americana nationals instruments, disponibles per a diversos sistemes operatius. Aquests són els tres elements clau en la conformació d'un instrument virtual, i, a més és un element opcional un xassís d'acondicionament de senyals.
Diem que l'acondicionament de senyal és opcional perquè depenent de cada senyal i/o aplicació, es pot requerir o no amplificació, atenuació, filtratge, etc.
A diferència d'un instrument tradicional, on la clau és el hardware, en un instrument virtual la clau del sistema és el software. Amb el sistema indicat anteriorment, podem construir un oscil·loscopi "personalitzat", amb la interfície gràfica que es vulgui i afegint-li més funcionalitat. Això no obstant, aquest mateix sistema pot tenir també altres utilitats i és aquí on trobem un dels principals beneficis de la instrumentació virtual, la seva flexibilitat.

## Programes que utilitzen instrumentació virtual
- LabVIEW
- Labwindows
- Agilent-VEE

## Llenguatges de programació utilitzats en la instrumentació virtual
- llenguatge G
- c++.